# Megaerops wetmorei
Megaerops wetmorei es una especie de murciélago de la familia de los megaquirópteros. Vive en Indonesia, Malasia y Filipinas. Su hábitat natural son los bosques primarios y ligeramente perturbados de llanura. Está amenazado por la pérdida de hábitat a causa de los incendios y la deforestación.

## Medidas
El ejemplar guardado en el Museo de Brunéi tiene una longitud de brazo 48 mm, una longitud de cabeza y cuerpo de 65 mm, una longitud de la oreja de 12 mm, una longitud de las patas traseras de 8 mm y un peso de 16 g.